# Artner Tivadar
Artner Tivadar (Csáktornya, 1929. január 2. – Budapest, 1999. szeptember 21.) magyar grafikus, művészettörténész. Autodidakta képzőművész. Bölcsész diplomát szerzett. Kritikusi és művészettörténészi munkássága mellett több könyvet illusztrált.

## Életpályája
Az Eötvös Loránd Tudományegyetem Bölcsészettudományi Karán végzett. Pályáját a Szabad Népnél kezdte újságíróként. Számos művészeti kritikát és ismeretterjesztő cikket írt napi- és hetilapokba (Népszabadság, Nők Lapja, Kisalföld, Petőfi Népe, Hajdú-Bihari Napló, Kelet-Magyarország, Fejér Megyei Hírlap, Dunaújvárosi Hírlap, Dolgozók Lapja, Nógrád, Zalai Hírlap).

### Családja
Felesége Jenei Margit rézkarcnyomó volt. Lányaik Artner Margit (1954) képzőművész és Artner Annamária (1961) közgazdász.

## Művei
- Az 1970-es évek végén számos helyen megjelent sorozatának címe: Képzőművészetről képben és szavakban.
- Ismerkedés a művészettel, Budapest, 1960
- A középkor művészete, Budapest, 1962
- A reneszánsz művészete, 2 kötet, Budapest, 1965
- Évezredek művészete, Budapest, 1965
- Ló és lovas a művészetben, Budapest, 1982.